# Carla Somaini
Carla Somaini (* 13. Oktober 1991) ist eine ehemalige Schweizer Snowboarderin. Sie startete in den Freestyledisziplinen.

## Werdegang
Somaini nahm von 2010 bis 2019 an Wettbewerben der FIS und der TTR World Snowboard Tour teil. Dabei holte sie bei der Audi Snowboard Series im Januar 2012 in Davos in der Halfpipe und im November 2013 auf dem Glacier 3000 im Slopestyle ihre ersten Siege. Bei der Winter-Universiade 2013 in Monte Bondone gewann sie die Silbermedaille im Slopestyle. Im Januar 2013 wurde sie bei den Burton European Open in Laax Dritte in der Halfpipe. Ihren ersten Weltcup absolvierte sie im März 2014 am Kreischberg, welches sie auf dem 16. Platz im Slopestyle beendete. In der Saison 2014/15 errang sie mit dem Plätzen neun und Fünf den neunten Platz im Slopestyle-Weltcup. Bei der Winter-Universiade 2015 in Sierra Nevada holte sie die Bronzemedaille in der Halfpipe. Im April 2015 wurde sie in Corvatsch Schweizer Meisterin im Slopestyle.  Bei den Snowboard-Weltmeisterschaften 2017 in Sierra Nevada kam sie auf den 30. Platz im Slopestyle und auf den 15. Rang im Big Air. Nach Platz 16 beim Air & Style in Peking zu Beginn der Saison 2017/18, holte sie im Big Air in Mönchengladbach ihren ersten Weltcupsieg und erreichte damit zum Saisonende den vierten Platz im Big-Air-Weltcup. Bei den Olympischen Winterspielen 2018 in Pyeongchang belegte sie den 20. Platz im Slopestyle und den 15. Rang im Big Air.